# Złotogórski Obszar Chronionego Krajobrazu
Złotogórski Obszar Chronionego Krajobrazu – obszar chronionego krajobrazu położony we wschodniej części województwa wielkopolskiego. Zajmuje powierzchnię 310 km². Większość tego obszaru znajduje się w Nadleśnictwie Turek, fragmenty w nadleśnictwach Koło i Konin.

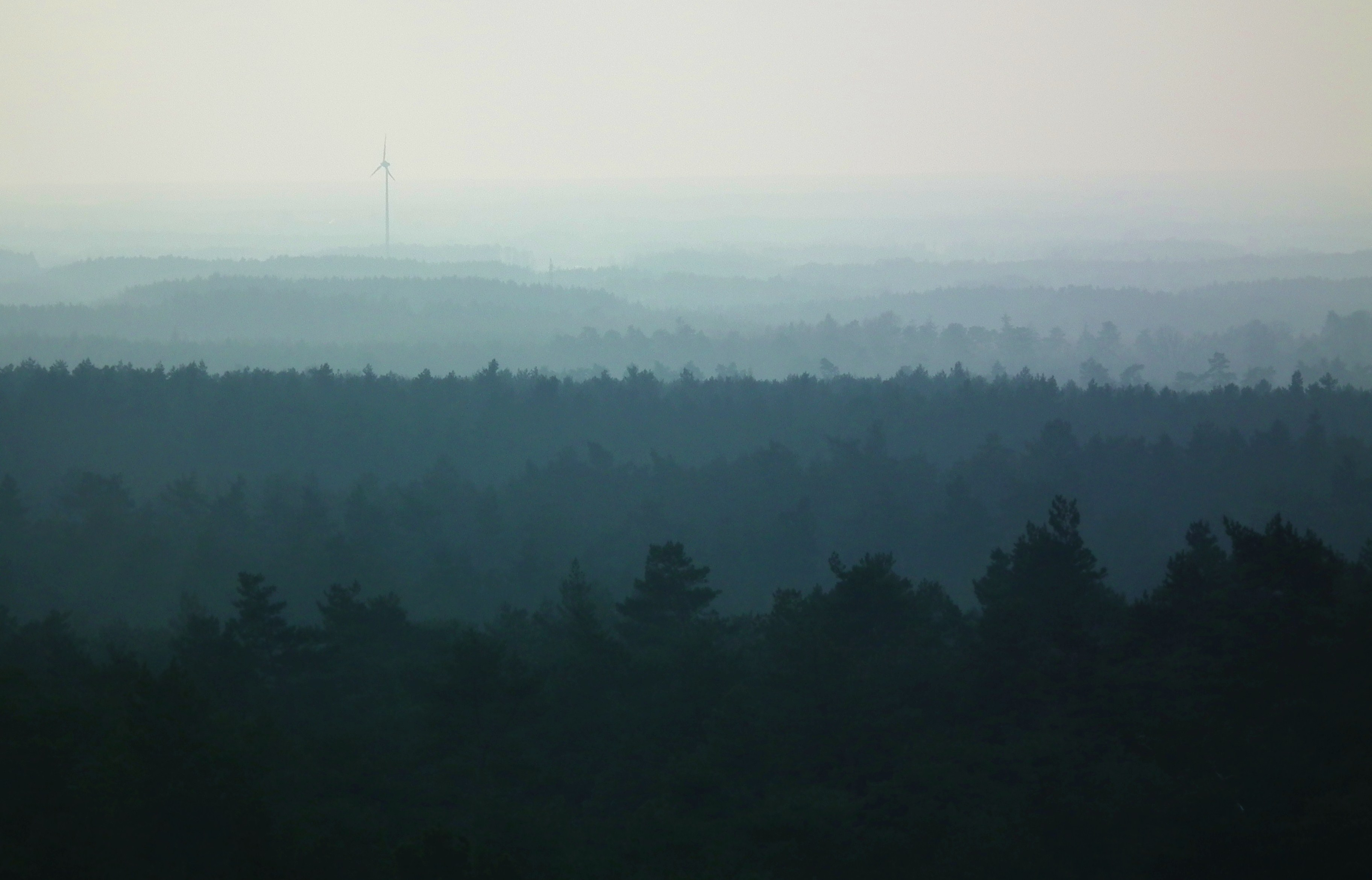
Widok ze Złotej Góry

Na obszarze Złotogórskiego Obszaru Chronionego Krajobrazu znajduje się rezerwat przyrody Złota Góra.
Ochroną objęto rzeźbę terenu części Wysoczyzny Tureckiej, subregionu Pagórków Złotogórskich. W obszarze znalazły się trzy skupienia pagórków, mające tę samą genezę i jednakowy charakter rzeźby. Są to wzniesienia o nazwach miejscowych: Góry Szadowskie, Karpaty i Złote Góry. Osiągają one najwyższe na tym terenie wysokości bezwzględne i największe deniwelacje. Są to formy szczelinowe powstałe w czasie zlodowacenia środkowopolskiego. Zbudowane są z łatwo przepuszczalnych osadów piaszczysto-żwirowych, co przy głęboko zalegającym zwierciadle wód gruntowych czyni je podatnymi na erozję. Dlatego też lasy porastające te pagórki mają charakter glebochronny.
Lasy występują przede wszystkim na siedlisku dąbrowy świetlistej i grądu ubogiego oraz boru mieszanego. Na południowych stokach Pagórków Złotogórskich można spotkać fragmenty starych dąbrów świetlistych z występującymi w runie: bodziszkiem czerwonym, dzwonkiem brzoskwiniolistnym, a na suchych miejscach – goździkiem piaskowym. Na terenach położonych nieco niżej sośnie towarzyszy intensywny podrost dębu, a w runie rosną rośliny lasów liściastych takie jak: narecznica samcza, kokoryczka wielokwiatowa, przytulia leśna, kuklik zwisły.
Najładniejsze lasy z odnawiającym się grądem znajdują się w okolicy Tarnowskiego Młyna w leśnictwie Wyszyna oraz w okolicy Turku w leśnictwie Zdrojki. Przez środek obszaru przepływa rzeka Topiec, której liczne źródliska znajdują się w lesie koło wsi Ruda oraz na gruntach prywatnych we wsiach: Jabłonna, Przyborów, Wyszyna i Adamów. Są to typowe podstokowe źródła z wysiękami w gruncie żwirowym lub torfowo-żwirowym. Nisze źródliskowe są zwykle rozległe i osiągają głębokość do 4 metrów.